# Svanskog Bruk
Svanskog Bruk AB är ett svenskt skogsindustriföretag, beläget i Svanskog, med anor från 1700-talet som lade ner verksamheten 2021.
Företaget startade som järnbruk och efter övertagande i början av 1900-talet av John Brynteson, då känd som "guldkungen i Svanskog", startades först en sågverksverksamhet och senare produktion av massa och kartong. Under 2000-talet utgjordes hela produktionen av ointegrerad kartongproduktion efter att massaproduktionen hade avvecklats. Massan för kartongproduktionen inköptes externt. 
Företaget har specialiserat sig på tillverkning av ölbrickskartong och är idag den ena av två tillverkare i världen med denna produktion.
Bruket har en kartongmaskin med sju cylindervirasteg, så kallade sibercylindrar. Kartongprodukternas ytviktsområde är högt, 310-890 g/m2, och produktionen skärs och levereras som ark.
Produktionen uppgår till cirka 18 000 ton kartong per år. Företaget har 24 anställda. Årsomsättningen uppgår till cirka 110 miljoner kronor (2016).
I december 2020 meddelade företaget att produktionen skulle flyttas till Tyskland och bruket i Svanskog skulle läggas ner.